# 76º Reggimento fanteria "Napoli"
Il 76º Reggimento fanteria "Napoli" è stata un'unità dell'esercito italiano.

## Storia

### Le origini
Trae origini dal 6º Reggimento Granatieri costituito a Firenze il 16 aprile 1861 che insieme al 4º Reggimento della Brigata "Granatieri di Lombardia" serve a costituire la Brigata "Granatieri di Napoli".
Con l'attuazione della legge 11 marzo 1926 sull'ordinamento dell'esercito, il Reggimento viene sciolto. Viene ricostituito nel febbraio 1935 e un mese dopo assume il nome di 146º Reggimento e viene sciolto nuovamente il 26 dicembre 1936. Viene nuovamente ricostituito il 20 maggio 1937 come 76º Reggimento Fanteria "Napoli" ed assegnato alla XXVIII Brigata di Fanteria. Il 15 aprile 1939 con la denominazione di 76º Reggimento Fanteria "Napoli" ed entra a far parte della Divisione di Fanteria "Napoli" (54ª) assieme al 75º Reggimento fanteria e al 54º Reggimento Artiglieria per divisioni di fanteria.
Guerra 1940-43
1940 - Il 10 giugno 1940 il reggimento ha in organico: comando e compagnia comando, tre battaglioni fucilieri, compagnia mortai da 81, batteria armi di accompagnamento da 65/17.
1942/43 - Si trova dislocato in Sicilia e qui viene sciolto nel luglio 1943, per eventi bellici, dopo aver opposto strenua resistenza nel corso dello sbarco delle unità alleate.

### Nella seconda guerra mondiale (1939-1945)
Con l'attuazione della legge 11 marzo 1926 sull'ordinamento dell'esercito, il Reggimento viene sciolto. Viene ricostituito nel febbraio 1935 e un mese dopo assume il nome di 146º Reggimento e viene sciolto nuovamente il 26 dicembre 1936. Viene nuovamente ricostituito il 20 maggio 1937 come 76º Reggimento fanteria "Napoli" ed assegnato alla XXVIII Brigata di Fanteria. Il 15 aprile 1939 con la denominazione di 76º Reggimento fanteria "Napoli" ed entra a far parte della 54ª Divisione fanteria "Napoli" assieme al 75º Reggimento fanteria e al 54º Reggimento artiglieria per d. f.
1940 - Il 10 giugno 1940 il reggimento ha in organico: comando e compagnia comando, tre battaglioni fucilieri, compagnia mortai da 81, batteria armi di accompagnamento da 65/17.
1942/43 - Si trova dislocato in Sicilia e qui viene sciolto nel luglio 1943, per eventi bellici, dopo aver opposto strenua resistenza nel corso dello sbarco delle unità alleate.

Il sottotenente Mario Ferrari e il plotone sminatori del II Battaglione, 76 Reggimento fanteria "Napoli", Divisione meccanizzata "Mantova"- I due soldati rispettivamente a destra e a sinistra del sott. Ferrari hanno in mano una "tellermine" tedesca

Perse le capacità operative e ridotto a poche centinaia di uomini, intorno al 10 agosto il reggimento, con i resti della Divisione, raggiunge la Calabria dove lo coglie l'armistizio.
Superato lo sbandamento, dal 30 ottobre del 1943 entra nei ranghi della Divisione "Mantova" (104^), assumendone il nome.

## Tempi recenti
Assegnato al Gruppo di combattimento "Mantova" seguì le sorti della grande unità e restò inserito nella stessa Divisione fino al 31 ottobre 1975, dopodiché a seguito della ristrutturazione si sciolse per costituire il 76º Battaglione meccanizzato "Napoli" a Cividale Del Friuli (UD) per la Brigata meccanizzata "Isonzo" di stanza presso la caserma "Francescatto".
Il 6 agosto del 1992 fu nuovamente elevato a livello reggimento.
Il 76º Reggimento fanteria meccanizzata "Napoli" partecipò con onore alle operazioni di ordine pubblico.
L'unità fu impegnata nel 1992 in Sardegna nella operazione Forza Paris e nella operazione Vespri Siciliani (dal maggio 1993 all'8 luglio 1998) per ordine pubblico nelle province di Enna, Caltanissetta, Palermo e Agrigento.
Partecipò alla operazione Testuggine con pattugliamenti con compiti di pubblica sicurezza alla frontiera italo-slovena (dal 16 agosto 1993 al 28 febbraio 1995).
Il 31 luglio del 1997 si sciolse.

## Verità o leggende
Venne denominato l'Inferno Bianco, in quanto girava voce che, in epoca remota, fosse stata trafugata la Bandiera di Guerra e pertanto la caserma era divenuta punitiva, oltre che addestrativa e operativa.
Come in tutti i reparti di fanteria, l'addestramento prevedeva esercitazioni di assalto squadra-plotone, complesso minore (compagnia accompagnata da squadra mortai e supporto aereo) e gruppo tattico.
Di fatto i militari di leva, che arrivavano in scaglioni trimestrali, venivano addestrati duramente, con esercitazioni continue, anche durante la notte, i soldati durante il servizio dovevano sempre indossare la tenuta da combattimento (anfibi, cinturone etc.), i servizi di guardia duravano una settimana (mentre nella maggior parte degli altri reparti duravano 24 ore).  Il reparto negli anni '90 fu destinato ad operazioni di ordine pubblico in tutto il territorio nazionale. È altresì importante sapere che lo scaglione del mese di novembre (11°), gli scaglioni erano: 3° (marzo), 7° (luglio), 11° (novembre); veniva chiamato lo scaglione del freddo, proprio perché l'addestramento avanzato per esso, cominciava esattamente in inverno, con temperature notturne anche di oltre -20 gradi. Per questo motivo l'undicesimo era considerato lo scaglione che più soffriva la durezza dell'addestramento. L'ultimo scaglione del freddo è stato 11° del 1996.

Fregio dell'Arma di Fanteria dell'Esercito Italiano (usato per la Fanteria di Linea)

## Onorificenze
Il 76º Reggimento fanteria "Napoli" è decorato delle seguenti onorificenze:

## Stemma
Scudo
Il troncato d'oro e di rosso riprende lo stemma di Napoli di cui l'unità porta il nome fin dalla sua costituzione. La divisione in due dello scudo ricorda anche la duplice vita del Corpo negli ordinamenti dell'Esercito, prima 6º Granatieri e poi 76º fanteria. Nello scudetto in cuore sono celebrati i momenti gloriosi del reparto che ebbero luogo nel'autunno del 1918 nei pressi di Reims e nel luglio 1943 nella piana di Catania.
Corona turrita
Ornamenti esteriori:
lista bifida: d'oro, svolazzante, collocata sotto la punta dello scudo, incurvata con la concavità rivolta verso l'alto, riportante il motto: "CON L'ARDIRE LA GLORIA".
onorificenza: accollata alla punta dello scudo con l'insegna dell'Ordine Militare d'Italia pendente al centro del nastro con i colori della stessa.
nastri rappresentativi delle ricompense al Valore:

## Insegne e simboli del 76º Reggimento fanteria "Napoli"
- Il Reggimento indossava il fregio della fanteria (composto da due fucili incrociati sormontati da una bomba con una fiamma dritta).Al centro nel tondino è riportato il numero "76".
- Le mostrine del reggimento erano rettangolari di colore bianco con una striscia nel senso longitudinale di color cremsi. Alla base della mostrina si trova la stella argentata a 5 punte bordata di nero, simbolo delle forze armate italiane.

Prima compagnia: sparviero
Seconda compagnia: grifone
Terza compagnia: condor
Quarta compagnia aquile (mortai pesanti o armi di sostegno)
Compagnia Comando (CCSR): Falchi

## Motto del Reggimento
"Con l'ardire la gloria"

## Canzone del Reggimento
"se non ci conoscete guardateci dall'alto noi siamo i fucileri del comando d'assalto, 
bombe a man e carezze sul pugnal, bombe a man e carezze sul pugnal 
Se non ci conoscete guardateci sul viso, noi veniamo dall'inferno bianco e andiamo in paradiso, 
bombe a man e carezze sul pugnal, bombe a man e carezze sul pugnal 
il parà e il fuciliere giocavano scopone e vinse il fuciliere con l'asso di bastone, 
bombe a man e carezze sul pugnal, bombe a man e carezze sul pugnal 
il fuciliere è pericolo di morte 
bombe a man e carezze ecc..."
Questo stornello in realtà appartiene alla tradizione dei Reparti d'Assalto (Arditi) della I Guerra Mondiale, poi tramandato ai paracadutisti.

## Festa del Reggimento
Il reggimento ricorda il combattimento di Mery Premecy, Reims in Francia dove si guadagna la Medaglia d'Argento al Valor Militare. Decorato inoltre di Ordine Militare d'Italia, due Medaglie d'Argento ed una di Bronzo al Valor Militare, una Medaglia d'Argento al Valore dell'Esercito ed una d'Argento al Valor Civile. Costituito il 16 aprile 1861 si scioglie il 31 luglio 1997 a Cividale del Friuli (UD).

## Persone legate al Reggimento
- Andrea Viglione